# 忍法
忍法（にんぽう）は、忍者が用いる体技、ならびに道具を用いた様々な技術の総称。
忍術とは同義語となるが、忍法はフィクションの世界においては、妖術や気功にも似た人間技とは思えない数多くの術を意味する場合もある。しかし、忍術にはこの意味はあまり含まれない。そのルーツは歌舞伎や狂言にまで遡ることが出来る。
忍法帖シリーズを書いてこの言葉を広く定着させた山田風太郎によると、「忍法」という言葉を最初に見たのは吉川英治作品であると証言している。その後、白土三平の『カムイ伝』などによって、忍者に対する超人的イメージが定着していくことになる。

## 主な想像上の忍法
※は実際に使うことが出来ると思われるもの。

### 錯覚を起こさせる術
分身の術
素早い体捌きなどで、相手に自分が複数人いるかのように見せる。本当に自分自身が複数人に増える術（「影分身」と呼称されることもある）の場合もある。
※変わり身の術
元々は自分に化けさせた丸太などの身代わりを攻撃させ隙を突く術であるが、現在の漫画やアニメなどでは演出上、攻撃などを受けた瞬間に近くにある丸太などを使ってその場所と入れ替わる、といった描かれ方をする。
空蝉の術
変わり身の術と似ているが、この術は丸太を使わない。衣服などを使う。

### 五遁の術
（遁＝逃げるための術）
※火遁の術
火薬を用いて煙を発生させ、相手の目をくらます。
※水遁の術
竹筒などを用いて息を継ぎながら湖や池に身を潜める。
※木遁の術
木の模様に似た布などを全身が隠れるように覆い、相手がいなくなるのを待つ。
※金遁の術
手裏剣などの金物を数箇所か同場所に投げ当て、金属音を離れた場所で発生させ、自分の居場所を誤認させる。
※土遁の術
あらかじめ掘った穴などに潜り込み、相手がいなくなるまで隠れてやり過ごす。

### 忍び道具を使う術
水蜘蛛の術
足に雪道で使う「輪かんじき」のようなものを履き、水上を自在に移動する。
影縫いの術
対象者に影に対する暗示をかけ、影に手裏剣（主に苦無）を当てることで相手の動きを止める暗示をかける。

### その他
口寄せの術
動物を呼び寄せ使役する術。大蝦蟇を呼び寄せる自来也（児雷也）が有名。本来の意味の口寄せとは、イタコなどの霊媒師が霊魂を呼び寄せる術のこと。